# Henriette Schramm-Graham
Henriette Schramm-Graham, geborene Henriette Graham (* 11. April 1803 in Leipzig; † 26. April 1876 in Kötzschenbroda) war eine deutsche Opernsängerin (Sopran) und Schauspielerin.

## Leben
Graham erhielt schon sehr früh eine Ausbildung durch den Kapellmeister Schneider in Leipzig und heiratete bereits 1819 den Schauspieler Nikolaus Schramm.
Als Schauspielerin wie auch als Sängerin war sie aufeinanderfolgend in Königsberg, Memel, Elbing, Danzig, Magdeburg, Rostock und Nürnberg sowie am Hoftheater von Sondershausen engagiert. In den Jahren 1837 und 1838 folgte ein Engagement am Hoftheater in Mannheim, dann das Opernhaus in Breslau, und von 1840 bis 1842 trat sie am Hoftheater Dessau auf.
Vielseitig als Schauspielerin und Sängerin einsetzbar, sang Schramm-Graham unter anderem die Rolle der Königin der Nacht in Mozarts Oper Die Zauberflöte, die Donna Elvira in dessen Don Giovanni, die Rezia im Oberon von Weber oder die Agathe in Webers Freischütz.
Nachdem sie um 1844 den Ruf des Berliner Hoftheaters abgelehnt hatte, Nachfolgerin von Amalie Wolff-Malcolmi zu werden, trat sie von der Bühne ab, um mit ihrer Familie zusammen sein zu können. In ihrer Ehe hatte Schramm-Graham drei Töchter, die alle drei, von ihr ausgebildet, ebenfalls zur Bühne gingen: Auguste Schramm (nach 1819–1854; Sängerin und Schauspielerin), Amalie Schramm (1826–1907; Sopranistin und Schauspielerin) und Anna Schramm (1835–1916; Sopranistin und Schauspielerin). Amalie, die ihre Karriere 1873 aufgegeben hatte, lebte bis zum Tod der Mutter 1876 bei dieser in Kötzschenbroda und ging dann zu ihrer Schwester Anna nach Berlin. Diese erbte die Villa in der damaligen Albertstraße 2 in Kötzschenbroda.